# Sunken Silver
Sunken Silver est un serial américain réalisé par George B. Seitz et sorti en 1925.

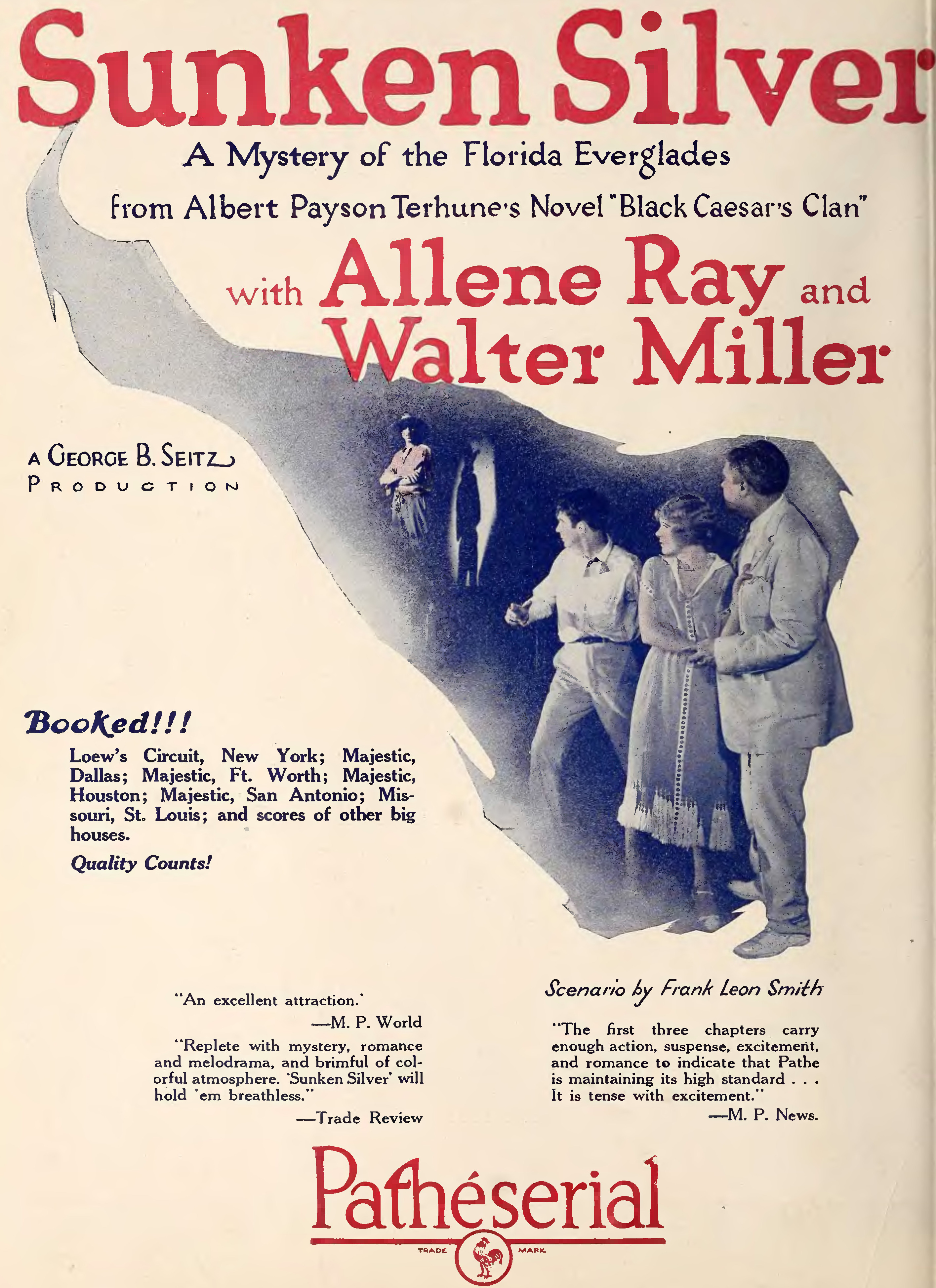
Annonce pour le film dans un magazine.

Allene Ray et Walter Miller sont devenus populaires grâce au succès de ce serial.

## Synopsis
Brice, un agent secret, est à la recherche d'informations à propos d'argent volé au gouvernement en 1804. Hade et Milo recherchent fortune pour eux-mêmes. Claire, la demi-sœur de Milo, tombe amoureuse de Brice, qui est capturé par Hade et Milo et gardé prisonnier dans une île.

## Fiche technique
- Réalisation : George B. Seitz
- Scénario : Frank Leon Smith d'après Black Caesar's Clan d'Albert Payson Terhune
- Distributeur : Pathé Exchange
- Genre : Mélodrame romantique basé sur des faits réels[2].
- Durée : 10 épisodes
- Date de sortie : 10 mai 1925

## Distribution
- Allene Ray : Claire Standish
- Walter Miller : Gavin Brice
- Frank Lackteen : Rodney Hade
- Albert Roccardi : Conch Leader
- Jean Bronte : Bobby Burns
- Spencer Gordon Bennet : Doug
- Charles Fang : Sato
- Ivan Linow : Rako
- Frank Wunderlee : Milo Standish